# 講談社ノンフィクション賞
講談社ノンフィクション賞（こうだんしゃノンフィクションしょう）は講談社が主催するノンフィクションを対象とした文学賞である。1979年に創始され、毎年9月に講談社エッセイ賞とともに発表される。賞状と記念品、および副賞100万円が授与される。
第41回（2019年）より本田靖春の名を冠し、講談社本田靖春ノンフィクション賞に改称。

## 歴代受賞作
- 第1回 （1979年）
  - 柳田邦男『ガン回廊の朝』（講談社）
  - 立花隆『日本共産党の研究 上・下』（講談社）
- 第2回 （1980年）
  - 亀井宏『ガダルカナル戦記 1・2・3』（光人社）
- 第3回 （1981年）
  - 平尾和雄『ヒマラヤ・スルジェ館物語』（講談社）
  - 大村幸弘『鉄を生みだした帝国』（日本放送出版協会）
- 第4回 （1982年）
  - 徳永進『死の中の笑み』（ゆるみ出版）
  - 松下竜一『ルイズ－父に貰いし名は』（講談社）
- 第5回 （1983年）
  - 塩田潮『霞が関が震えた日』（サイマル出版会）
- 第6回 （1984年）
  - 本田靖春『不当逮捕』（講談社）
- 第7回 （1985年）
  - 関川夏央『海峡を越えたホームラン』（双葉社）
- 第8回 （1986年）
  - 長尾三郎『マッキンリーに死す』（講談社）
  - 塚本哲也『ガンと戦った昭和史 上・下』（文藝春秋）
- 第9回 （1987年）
  - 吉岡忍『墜落の夏 -日航123便事故全記録-』（新潮社）
- 第10回 （1988年）
  - 三神真彦『わがままいっぱい名取洋之助』（筑摩書房）
- 第11回 （1989年）
  - 辺見じゅん『収容所（ラーゲリ）から来た遺書』（文藝春秋）
  - 大泉実成『説得 エホバの証人と輸血拒否事件』（現代書館）
- 第12回 （1990年）
  - 後藤正治『遠いリング』（講談社）
  - 木村裕主『ムッソリーニを逮捕せよ』（新潮社）
- 第13回 （1991年）
  - 工藤美代子『工藤写真館の「昭和」』（朝日新聞社）
  - 高橋幸春『蒼氓の大地』（講談社）
- 第14回 （1992年）
  - 野田正彰『喪の途上にて：大事故遺族の悲哀の研究』（岩波書店）
  - 渡瀬夏彦『銀の夢：オグリキャップに賭けた人々』（講談社）
- 第15回 （1993年）
  - 井田真木子『小蓮の恋人』（文藝春秋）
  - 立石泰則『覇者の誤算 上・下』（日本経済新聞社）
- 第16回 （1994年）
  - 下嶋哲朗『アメリカ国家反逆罪』（講談社）
  - 辺見庸『もの食う人びと』（共同通信社）
- 第17回 （1995年）
  - 岩川隆『孤島の土となるとも：BC級戦犯裁判』（講談社）
  - 合田彩『逃（Tao）：異端の画家・曹勇の中国大脱出』（文藝春秋）
- 第18回 （1996年）
  - 岩上安身『あらかじめ裏切られた革命』（講談社）
- 第19回 （1997年）
  - 野村進『コリアン世界の旅』（講談社）
  - 山田和『インドミニアチュール幻想』（平凡社）
- 第20回 （1998年）
  - 北島行徳『無敵のハンディキャップ：障害者が「プロレスラー」になった日』（文藝春秋）
  - 中村智志『段ボールハウスで見る夢』（草思社）
- 第21回 （1999年）
  - 高沢皓司『宿命：「よど号」亡命者たちの秘密工作』（新潮社）
- 第22回 （2000年）
  - ドウス昌代『イサム・ノグチ：宿命の越境者 上・下』（講談社）
  - 髙山文彦『火花：北条民雄の生涯』（飛鳥新社）
- 第23回 （2001年）
  - 大崎善生『将棋の子』（講談社）
- 第24回 （2002年）
  - 斎藤道雄『悩む力：べてるの家の人々』（みすず書房）
  - 高木徹『ドキュメント 戦争広告代理店：情報操作とボスニア紛争』（講談社）
- 第25回 （2003年）
  - 溝口敦『食肉の帝王：巨富をつかんだ男浅田満』（講談社）
  - 渡辺一史『こんな夜更けにバナナかよ：筋ジス・鹿野靖明とボランティアたち』（北海道新聞社）
- 第26回 （2004年）
  - 岩瀬達哉『年金大崩壊』（講談社）『年金の悲劇：老後の安心はなぜ消えたか』（講談社）
  - 魚住昭『野中広務 差別と権力』（講談社）
- 第27回（2005年）
  - 奥野修司『ナツコ：沖縄密貿易の女王』（文藝春秋）
  - 中川一徳『メディアの支配者（上・下）』（講談社）
- 第28回（2006年）
  - 沢木耕太郎『凍（とう）』（新潮社）
  - 田草川弘『黒澤明 vs. ハリウッド：「トラ・トラ・トラ!」その謎のすべて』（文藝春秋）
- 第29回（2007年）
  - 最相葉月『星新一：一〇〇一話をつくった人』（新潮社）
  - 鈴木敦秋『明香ちゃんの心臓：〈検証〉東京女子医大病院事件』（講談社）
- 第30回（2008年）
  - 城戸久枝『あの戦争から遠く離れて：私につながる歴史をたどる旅』（情報センター出版局）
  - 西岡研介『マングローブ：テロリストに乗っ取られたJR東日本の真実』（講談社）
  - 原武史『滝山コミューン 一九七四』（講談社）
- 第31回（2009年）
  - 佐野眞一『甘粕正彦：乱心の曠野』（新潮社）
- 第32回（2010年）
  - 中田整一『トレイシー：日本兵捕虜秘密尋問所』（講談社）
  - 堀川惠子『死刑の基準：「永山裁判」が遺したもの』（日本評論社）
- 第33回（2011年）
  - 角岡伸彦『カニは横に歩く：自立障害者たちの半世紀』（講談社）
  - 森達也『A3（エースリー）』（集英社インターナショナル）
- 第34回（2012年）
  - 大鹿靖明『メルトダウン：ドキュメント福島第一原発事故』（講談社）
  - 安田浩一『ネットと愛国：在特会の「闇」を追いかけて』（講談社）
- 第35回（2013年）
  - 角幡唯介『アグルーカの行方：129人全員死亡、フランクリン隊が見た北極』（集英社）
  - 高野秀行『謎の独立国家ソマリランド：そして海賊国家プントランドと戦国南部ソマリア』（本の雑誌社）
- 第36回（2014年）
  - 清武英利『しんがり 山一證券 最後の12人』（講談社）
- 第37回（2015年）
  - 眞並恭介『牛と土：福島、3.11その後。』（集英社）
- 第38回（2016年）
  - 長谷川康夫『つかこうへい正伝：1968 - 1982』（新潮社）
- 第39回（2017年）
  - 梯久美子『狂うひと：「死の棘」の妻・島尾ミホ』（新潮社）
  - 中村計『勝ち過ぎた監督：駒大苫小牧幻の三連覇』（集英社）
- 第40回（2018年）
  - 旗手啓介『告白：あるPKO隊員の死・23年目の真実』（講談社）
  - 宮下洋一『安楽死を遂げるまで』（小学館）

### 講談社本田靖春ノンフィクション賞
- 第41回（2019年）
  - 松本創『軌道：福知山線脱線事故 JR西日本を変えた闘い』（東洋経済新報社）ISBN　978-4-492-22380-2
- 第42回（2020年）
  - 片山夏子『ふくしま原発作業員日誌：イチエフの真実、9年間の記録』（朝日新聞出版）ISBN　978-4-02-251667-1
  - 吉田千亜『孤塁：双葉郡消防士たちの3・11』（岩波書店）ISBN　978-4-00-022969-2
- 第43回（2021年）
  - 細田昌志『沢村忠に真空を飛ばせた男：昭和のプロモーター・野口修 評伝』（新潮社）ISBN　978-4-10-353671-0
  - 村山祐介『エクソダス：アメリカ国境の狂気と祈り』（新潮社）ISBN　978-4-10-353651-2
- 第44回（2022年）
  - 鈴木忠平『嫌われた監督：落合博満は中日をどう変えたのか』（文藝春秋）ISBN　978-4-16-391441-1
  - 秦融『冤罪をほどく：“供述弱者”とは誰か』（風媒社）ISBN　978-4-8331-1144-7
- 第45回（2023年）
  - 伊沢理江『黒い海：船は突然、深海へ消えた』（講談社）ISBN　978-4-06-530495-2
- 第46回（2024年）[2]
  - 大森淳郎・NHK放送文化研究所『ラジオと戦争：放送人たちの「報国」』（NHK出版）ISBN　978-4-14-081940-1
  - 宋恵媛・望月優大（文）田川基成（写真）『密航のち洗濯：ときどき作家』（柏書房）ISBN　978-4-7601-5556-9

## 選考委員
- 第1回　梅原猛、加藤秀俊、新田次郎、山崎正和、山本七平
- 第2回　梅原猛、加藤秀俊、山崎正和、山本七平
- 第3回-第4回　梅原猛、加藤秀俊、城山三郎、山崎正和、山本七平
- 第5回-第9回　梅原猛、加藤秀俊、城山三郎、立花隆、柳田邦男、山崎正和、山本七平
- 第10回-第11回　加賀乙彦、澤地久枝、城山三郎、立花隆、柳田邦男
- 第12回-第20回　加賀乙彦、黒井千次、澤地久枝、立花隆、柳田邦男
- 第21回-第26回　加賀乙彦、黒井千次、立花隆、辺見じゅん、柳田邦男
- 第27回-第28回　加藤典洋、重松清、立花隆、辺見じゅん、柳田邦男
- 第29回　加藤典洋、重松清、立花隆、野村進、辺見じゅん、柳田邦男
- 第30回-第31回　加藤典洋、重松清、立花隆、野村進、辺見じゅん
- 第32回　加藤典洋、重松清、立花隆、中沢新一、野村進、辺見じゅん
- 第33回　重松清、立花隆、中沢新一、野村進、辺見じゅん
- 第34回　重松清、高村薫、立花隆、中沢新一、野村進
- 第35回-　後藤正治、高村薫、立花隆、中沢新一、野村進
- 第39回-　魚住昭、後藤正治、最相葉月、中沢新一、野村進
- 第46回[3]：赤坂真理、魚住昭、後藤正治、最相葉月、原武史